# Passaron
Passaron (en grec antic Πασσαρών) era la ciutat capital dels molossos de l'Epir, on vivien els reis i on es feien les assemblees amb el poble per prestar juraments mutus de governar segons les lleis i d'obeir-les i defensar el regne, segons diu Plutarc.
L'any 330 aC es va convertir en la capital del nou regne de l'Epir, fins que l'any 295 aC, el rei Pirros va fixar a Ambràcia la capital. L'any 167 aC la va ocupar el pretor Luci Anici Gal
Sembla que la ciutat estava situada prop de la costa. Anna Comnena esmenta un port que es deia Passara que podria ser la mateixa ciutat, però generalment es pensa que és la moderna Dhramisiús, al sud-sud-oest de Janina, on hi ha considerables ruïnes, una part en bon estat de conservació.